# Elo Vega
Eloisa  Vega Vergel (Huelva, 14 de abril de 1967), conocida como Elo Vega, es una artista visual contemporánea española. Doctora en investigación en Artes y Humanidades. Su trabajo aborda cuestiones sociales, políticas y de género desde una perspectiva feminista antipatriarcal.

## Trayectoria profesional

### Formación
Técnica Superior en Cerámica Artística en la Escuela de Artes Aplicadas y Oficios Artísticos de Huelva y Sevilla 1986-1991. Curso de Aptitud Pedagógica. Universidad de Huelva,  2001-2002. Licenciada en Bellas Artes, Universidad de Castilla – La Mancha, 2007. Diploma de Estudios Avanzados (DEA) dentro del Programa de Doctorado “Nuevas Prácticas Culturales y Artísticas”, Facultad de Bellas Artes de Cuenca. Universidad de Castilla-La Mancha, UCLM. 2009. Doctora en Bellas Artes en el Programa Oficial  de Doctorado en Investigación en Artes y Humanidades. Universidad de Castilla-La Mancha,  UCLM, 2015.

### Becas
Ha completado su formación en diferentes países mediante diversas becas de intercambio universitario tales como en l´Ecole Regional de Beaux Arts de Nantes (Francia), Facultad de Filosofía y Letras en la Benemérita Universidad de Puebla (México), Facultad de Filosofía y Letras de la UABC, Universidad Autónoma de Baja California, Tijuana (México), Universidad de Bellas Artes de Granada, y en el Programa de Estudios de Género de la UNAM, Universidad Nacional Autónoma de México. En 2021 obtuvo la Beca AECID-MAEC de residencia artística en la Real Academia de España en Roma.

### Proyectos
Ha desarrollado múltiples proyectos de pedagogía colectiva y exposiciones, principalmente sobre la construcción de la memoria y las identidades. Estos proyectos los ha presentado en numerosas instituciones culturales de Europa y Latinoamérica, entre ellas, El Centro Andaluz de Arte Contemporáneo de Sevilla, el Centro Atlántico de Arte Moderno de Las Palmas de Gran Canaria, el Centro de Cultura Contemporánea de Barcelona, el Centro Gallego de Arte Contemporáneo de Santiago de Compostela, el MACBA de Barcelona, el Museo ICO de Madrid, el Museo Nacional Centro de Arte Reina Sofía de Madrid, el Museo Picasso de Barcelona, el IVAM de Valencia, el MUSAC de León, Es Baluard Museu d’Art Contemporani de Palma de Mallorca o el Museo de Arte Contemporáneo de Santiago de Chile.
Colabora con el artista Rogelio López Cuenca en numerosos proyectos con trabajos conjuntos  presentados en las principales instituciones españolas.

## Exposiciones
2012 "Valparaíso White Noise*, Valparaíso, Chile.
Gitanos de papel*, XVIII Bienal de Arte Paiz, La Antigua, Guatemala.
2013  "Efigies y Fantasmas*. Museo de Bellas Artes, Huelva.
2014 "Gitanos de Papel*, Centro Cultural de España en Montevideo. Uruguay.
– Historia de dos ciudades / Saharawhy*. MAC, Museo de Arte Contemporáneo. Santiago de Chile.
2016 Covers. Librería Europa. Nerja, Málaga.
2017 Málaga-Guernica 951. Sala Robert Harvey del CEIP La Candelaria, Benagalbón , Málaga.
2018 PA[I]SAJE*. La Casa Invisible. Málaga.
2019 "Ereccions*. Sala Observatori, Es Baluard, Palma de Mallorca.
Nada tan invisible*. Casal Solleric. Palma Mallorca.
2020 “Covers” en Un testimonio hace ciento. Itinerarios artísticos de la Universidad de Málaga. Vicerrectorado de Igualdad, Diversidad y Acción Social y Vicerrectorado de Cultura, Universidad de Málaga.
2021 "Las Islas* Es Baluard, Museo de Arte Moderno y Contemporáneo, Palma de Mallorca.
2022 Covers. Intervención en el espacio público. Plaza de las Carmelitas, Ayuntamiento de Vélez Málaga.
2023 Exposición individual titulada La forma ideal en la Galería Juana de Aizpuru de Madrid

## Museos y colecciones
Universidad de Málaga, Centro Andaluz de Arte Contemporáneo CAAC, Sevilla.  Institut Valencià d’Art Modern IVAM, Valencia. Real Academia de España en Roma. AECID, Dirección de Relaciones Culturales y Científicas. Ministerio de Asuntos Exteriores. Diputación de Huelva. 